# Ахерн, Лэсси Лу
Лэсси Лу Ахерн (англ. Lassie Lou Ahern, 25 июня 1920 — 15 февраля 2018) — американская актриса.

## Биография
Родилась 25 июня 1920 года в Лос-Анджелесе, Калифорния. Актёрскую карьеру начала в 1923 году, снявшись в немом фильме Хэла Роуча «Зов предков», в котором также небольшую роль сыграла её сестра — Пегги Ахерн. После этого Лэсси Лу Ахерн снялась в нескольких эпизодах киносериала «Наша банда» производства кинокомпании «Hal Roach Studios». В 1927 году она приняла участие в кастинге на роль маленького Гарри в фильме «Хижина дяди Тома» кинокомпании «Universal Studios», и, обойдя конкурентов-мальчиков, победила. Несмотря на этот успех, её детская актёрская карьера завершилась в этом же году, и фильм «Маленький Микки Гроган» стал последним немым фильмом с её участием и единственным фильмом, где она сыграла главную роль.
В 1932 году Лесси Лу Ахерн совместно со своей сестрой Пегги Ахерн организовали дуэт «The Ahern Sisters». Выступления дуэта проходили в ночных клубах и гостиницах и включали танцы и музыкальные номера. В дальнейшие годы она работала учителем танцев, став танцмейстером для многих начинающих звёзд. В 1970-х она несколько раз появилась на телевидении, исполнив небольшие роли в сериалах «Любовь по-американски», «Странная парочка», «Чародей» и «Петрочелли». Скончалась в Прескотте, штат Аризона, 15 февраля 2018 года, от осложнений гриппа в возрасте 97 лет.